# Schlerngraben
Der Schlerngraben ist ein ungefähr 3,6 km langer, rechter Zufluss des Haferbachs im Landkreis Nordhausen in Thüringen.

## Verlauf
Der Schlerngraben entspringt mehreren Quellen südlich von Immenrode, fließt erst in Richtung Osten, knickt dann in nördliche Richtung ab und unterquert noch einen Feldweg, der von Haferungen nach Großwechsungen führt. Südöstlich von Haferungen mündet der Schlerngraben in den Haferbach.